# Ari Abraham Offenberg
Ari Abraham Offenberg (* 9. Dezember 1914 in Berlin; † 24. Februar 2007 ebenda) war der langjährige Vorsitzende der Israelitischen Synagogen-Gemeinde Adass Jisroel zu Berlin.

## Leben
Offenberg konnte mit einem Teil seiner Familie vor der antisemitischen Verfolgung emigrieren, während der andere Teil durch die Nationalsozialisten ermordet wurde. In den 1960er Jahren kehrte er mit seiner Familie nach Berlin zurück. Gemeinsam mit Überlebenden des Holocausts und deren Nachkommen begann er 1985 mit dem Wiederaufbau der Gemeinde, die er bis zu seinem Tod als Vorsitzender führte. War dies in den Anfangsjahren noch eine lose Verbindung von Ost-Berliner und West-Berliner Juden, die wegen der Mauer nur eingeschränkt Kontakt haben konnten, führte er ab Dezember 1989 eine Gemeinde mit den alten Rechten, die als Körperschaft des öffentlichen Rechts eigenständiges jüdisches Leben in Berlin und Deutschland darstellt. Er setzte damit eine Tradition fort, da sein Großvater Abraham Offenberg die Gemeinde mitbegründete, und sein Vater Haiman Offenberg sie mitleitete. Sein Sohn Mario Offenberg setzt die Familientradition fort und arbeitet als Geschäftsführer der Gemeinde.